# Coulsdon
Coulsdon – dzielnica Londynu, leżąca w gminie London Borough of Croydon. Coulsdon jest wspomniana w Domesday Book (1086) jako Colesdone.